# Hamza Jeetooa

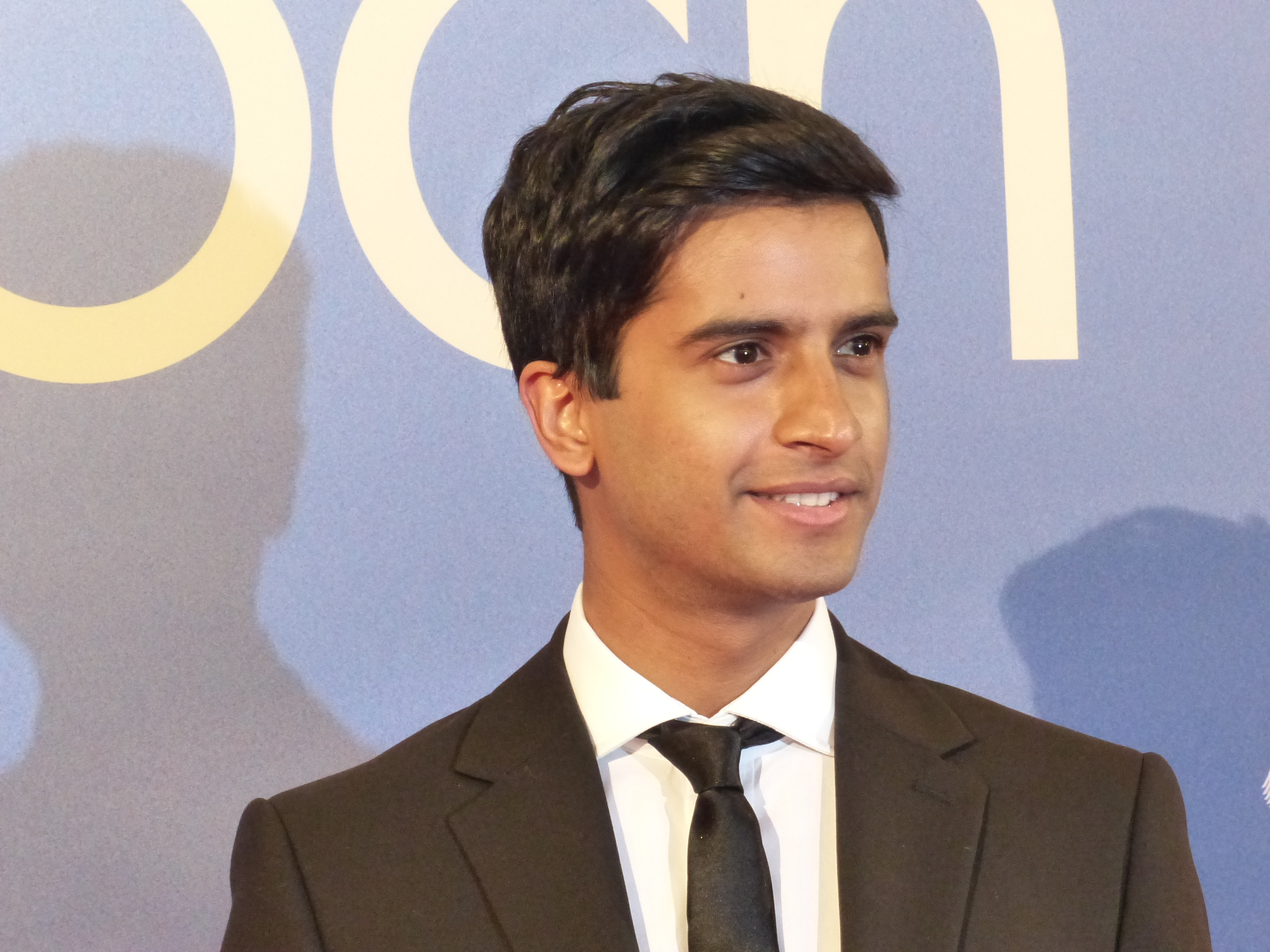
Hamza Jeetooa

Hamza Jeetooa ist ein britischer Schauspieler und Filmemacher. Er wurde an der Queen Mary, University of London sowie der Royal Central School of Speech and Drama ausgebildet. Jeetooa arbeitet auch als Produzent und Regisseur. Er ist Mitbegründer von „Untethered Films“.

## Filmografie

### Kino
| Jahr | Filmtitel      | Rolle   | Anmerkung    |
| ---- | -------------- | ------- | ------------ |
| 2007 | Void           | Salman  | Kurzauftritt |
| 2011 | The Volunteers | Raj     | Kurzauftritt |
| 2013 | Darling        | Taqiy   | Kurzauftritt |
| 2013 | I Don’t Care   |         | Kurzauftritt |
| 2014 | My Jihad       | Nazir   | Kurzauftritt |
| 2014 | The Showreel   | Riz     | Kurzauftritt |
| 2014 | Der Koch       | Maravan | Hauptrolle   |

### Fernsehserien
| Jahr | Serientitel                      | Rolle                  | Anmerkung                   |
| ---- | -------------------------------- | ---------------------- | --------------------------- |
| 2011 | Luther                           | Depak Chandrapal       | 1 Episode                   |
| 2011 | Combat Hospital                  | Vans – Übersetzer/Vans | 11 Episoden                 |
| 2012 | The Thick of It                  | Raj                    | 1 Episode                   |
| 2013 | Being Human                      | Alan                   | 2 Episoden                  |
| 2013 | Holby City                       | Raz Hussain            | Episode Holby's Got Torment |
| 2014 | Babylon                          |                        |                             |
| 2014 | Corner Shop Show                 |                        |                             |
| 2015 | The Interceptor                  | Zubin Ray              | 1 Episode                   |
| 2017 | Gerichtsmediziner Dr. Leo Dalton | Kali Aziz              | 1 Episode                   |
| 2018 | Doctor Who                       | Manish                 | 1 Episode                   |
| 2018 | Eine Frau an der Front           | Captain Das            | 2 Episoden                  |
| 2018 | Ransom                           | Nabil Khoury           | 1 Episode                   |
| 2018 | Doctors                          | Riz Ali                | 2 Episoden                  |
| 2020 | Grantchester                     | Tariq Hassan           | 1 Episode                   |

### Produzent
| Jahr | Filmtitel            | Anmerkung   |
| ---- | -------------------- | ----------- |
| 2011 | Real Estate Nighmare | Koproduzent |
| 2011 | Morning              |             |
| 2011 | Godfrey and the Boy  | Koproduzent |
| 2014 | Bin Men              |             |

### Regisseur
- 2014: Bin Men